# 非人道的

非人道的（ひじんどうてき）とは、人間が行うもしくは受ける行為とは思えない酷いありさまを指す形容動詞。語としては「人道的」の対義語であるが、「非人道的」と称されるもの全てに対立する「人道的」なものがあるとは限らない（例：「非人道的兵器」(inhumane weapons)はあるが、「人道的兵器」はない）。

## 概要
この言葉は、戦争・テロリズム・貧困・拉致など様々な場で引き合いに出されている。
人道という概念の説明は人道の項に譲るとして、人道が社会的動物である所の生物種たる人（人間）として、普遍的な社会にとって必要なルールである以上、これに反することは即ち、人として恥ずべき・社会や人にとって脅威と成り得るモノであるとされる。
対人地雷や生物兵器・化学兵器は非人道的兵器として扱われるが、これは戦争状態が終結してなお、被害を拡散させ社会の復興を阻むためであると考えられる。過去には様々な強力兵器が開発されたが、戦闘終結後も長く渡って影響を及ぼし、特に対人地雷のように文民・一般市民への加害が続けられるなどし、後年の復興を阻む兵器の多くは非人道的であるとして、国際法（国際人道法を参照）などによって禁止されつつある。

### 注意点
特にこの概念は、広範囲に及ぶ破壊をもたらす戦争やテロリズム、人としての尊厳を崩壊させる貧困を看過すること、または人を人とも思わないような拉致問題に適用されるわけだが、当事者にとっては道徳的に必ずしも許されざることではない場合も見られる。なお、例えば国際法で「非人道的兵器」と規定されているものなど明文化されている場合は「主観的にこれを用いて形容した」ものではなく、よってこの記述が扱うテーマとは異なる。